# Гергард Вагнер
Гергард Вагнер (нім. Gerhard Wagner; 23 листопада 1898, Шверін — 26 червня 1987, Альтенкірхен) — німецький військово-морський діяч, контрадмірал крігсмаріне, віцеадмірал бундесмаріне. Кавалер Німецького хреста в золоті.

## Біографія
4 липня 1916 року вступив добровольцем у ВМФ. Служив на лінійних кораблях «Принц-регент Луітпольд» (листопад 1916 — вересень 1918) і «Король Альберт» (вересень-грудень 1918). В січні-червні 1919 року входив до складу Добровольчого корпусу «Потсдам». У червні 1919 року демобілізований. В березні 1921 року знову прийнятий на службу у ВМФ. З 1 березня 1922 року — вахтовий офіцер на лінійному кораблі «Брауншвейг», з 8 лютого 1923 року — ад'ютант у штабі військово-морської станції «Нордзе», одночасно в лютому-вересні 1925 року командував тендером М-134. З 1 жовтня 1925 року — вахтовий офіцер на кораблях 3-ї півфлотилії міноносців. З 26 вересня 1927 року — командир міноносця V-6, с 10 квітня 1929 року — «Морський орел», з 15 серпня 1929 року — «Леопард». З 8 жовтня 1929 року — наглядач військово-морського училища в Мюрвіку. 3 січня 1930 року призначений офіцером з бойової підготовки на крейсер «Емден», а 22 травня 1930 року переведений на таку ж посаду на крейсер «Карлсруе». З 23 грудня 1930 по 2 жовтня 1931 року — ад'ютант військово-морського училища в Мюрвіку. Закінчив курс Військової академії (1936) і 1 вересня 1936 року переведений в Оперативний відділ Командного управління ОКМ. У листопаді-грудні 1936 року перебував у відрядженні в Іспанії, де входив до складу німецько-італійської військової місії. 5 жовтня 1937 року призначений командиром ескадреного міноносця «Леберехт Маас».
5 квітня 1939 року повернувся до Оперативного відділу Штабу керівництва морською війною, тепер уже керівником групи. 13 червня 1941 року очолив весь Оперативний відділ. Був заступником і найближчим помічником начальника Штабу керівництва морської війною адмірала К. Фріке. Після відставки Фріке Вагнер протримався недовго і 29 червня 1944 року призначений адміралом для особливих доручень при головнокомандувачі ВМС. Після призначення Карла Деніца главою держави Вагнер залишився при ньому на посаді адмірала для особливих доручень. 23 травня 1945 року заарештований владою союзників. 4 липня 1947 року звільнений.
У 1949-52 роках входив до складу військово-морської історичної комісії. Брав участь у створенні ВМС ФРН, 5 березня 1956 року прийнятий на службу і призначений заступником директора Військово-морського управління Міністерства оборони ФРН. З 31 травня 1957 року — заступник інспектора (командувача) ВМС і начальник оперативного штабу ВМС. З 5 червня 1961 року — директор штабу головнокомандувача, а з 1 квітня 1962 року — головнокомандувач ВМС НАТО на Балтиці. 31 грудня 1962 року вийшов у відставку.

## Звання
- Кандидат в офіцери (4 липня 1916)
- Фенріх-цур-зее (26 квітня 1917)
- Лейтенант-цур-зее (18 вересня 1918)
- Оберлейтенант-цур-зее (1 квітня 1922)
- Капітан-лейтенант (1 квітня 1929)
- Корветтен-капітан (1 квітня 1935)
- Фрегаттен-капітан (1 січня 1939)
- Капітан-цур-зее (1 квітня 1940)
- Контрадмірал (1 березня 1943)
- Віцеадмірал (28 березня 1962)

## Нагороди
- Залізний хрест 2-го класу
- Почесний хрест ветерана війни з мечами
- Медаль «За вислугу років у Вермахті» 4-го, 3-го і 2-го класу (18 років)
- Медаль «За Іспанську кампанію» (Іспанія)
- Іспанський хрест в сріблі з мечами
- Воєнний хрест (Іспанія)
- Медаль «У пам'ять 1 жовтня 1938»
- Застібка до Залізного хреста 2-го класу
- Залізний хрест 1-го класу
- Німецький хрест в золоті (15 червня 1944)
- Орден Інфанта дона Енріке, великий хрест (Португалія; 1961)
- Орден «За заслуги перед Федеративною Республікою Німеччина», командорський хрест